# Daniel Jędraszko
Daniel Jędraszko (Szczecin, 6 de abril de 1976) es un deportista polaco que compitió en piragüismo en la modalidad de aguas tranquilas.
Participó en tres Juegos Olímpicos: Sídney 2000, Atenas 2004 y Pekín 2008, obteniendo una medalla de plata en Sídney 2000 en la prueba de C2 500 m. Ganó diez medallas en el Campeonato Mundial de Piragüismo entre los años 1997 y 2003, y nueve medallas en el Campeonato Europeo de Piragüismo entre los años 1997 y 2004.

## Palmarés internacional
| Juegos Olímpicos   | Juegos Olímpicos             | Juegos Olímpicos  | Juegos Olímpicos |
| Año                | Lugar                        | Medalla           | Competición      |
| ------------------ | ---------------------------- | ----------------- | ---------------- |
| 2000               | Sídney (Australia)           | Medalla de plata  | C2 500 m         |
| Campeonato Mundial |                              |                   |                  |
| Año                | Lugar                        | Medalla           | Competición      |
| 1997               | Dartmouth (Canadá)           | Medalla de plata  | C2 500 m         |
| 1997               | Dartmouth (Canadá)           | Medalla de bronce | C4 1000 m        |
| 1998               | Szeged (Hungría)             | Medalla de plata  | C2 500 m         |
| 1999               | Milán (Italia)               | Medalla de oro    | C2 500 m         |
| 1999               | Milán (Italia)               | Medalla de plata  | C2 200 m         |
| 2001               | Poznań (Polonia)             | Medalla de oro    | C2 200 m         |
| 2001               | Poznań (Polonia)             | Medalla de plata  | C2 500 m         |
| 2002               | Sevilla (España)             | Medalla de bronce | C4 500 m         |
| 2003               | Gainesville (Estados Unidos) | Medalla de oro    | C2 200 m         |
| 2003               | Gainesville (Estados Unidos) | Medalla de oro    | C2 500 m         |
| Campeonato Europeo |                              |                   |                  |
| Año                | Lugar                        | Medalla           | Competición      |
| 1997               | Plovdiv (Bulgaria)           | Medalla de oro    | C2 500 m         |
| 1997               | Plovdiv (Bulgaria)           | Medalla de bronce | C4 1000 m        |
| 1999               | Zagreb (Croacia)             | Medalla de oro    | C2 200 m         |
| 2000               | Poznań (Polonia)             | Medalla de oro    | C2 200 m         |
| 2000               | Poznań (Polonia)             | Medalla de oro    | C2 500 m         |
| 2001               | Milán (Italia)               | Medalla de plata  | C2 200 m         |
| 2001               | Milán (Italia)               | Medalla de bronce | C4 200 m         |
| 2004               | Poznań (Polonia)             | Medalla de plata  | C2 500 m         |
| 2004               | Poznań (Polonia)             | Medalla de bronce | C2 200 m         |